# Battaglia di Fornovo
La battaglia di Fornovo (o battaglia del Taro) ebbe luogo il 6 luglio 1495 durante le Guerre d'Italia. In essa si affrontarono l'esercito di Carlo VIII di Francia - composto da francesi, mercenari svizzeri e un nutrito contingente di italiani - e quello della lega italica rinnovata nel marzo 1495 - formato dagli eserciti di Milano e Venezia, per la gran parte composti di mercenari, italiani, albanesi, dalmati, greci e tedeschi, ma anche da alcune unità di leva. Lo scontro, breve (circa un'ora), ma sanguinoso (complessivamente circa tremila morti), ebbe un risultato incerto.
La battaglia di Fornovo fu uno scontro di tipo ancora medievale, in quanto né le armi da fuoco né la guerra di movimento delle fanterie vi ebbero un ruolo determinante.

## Prologo
Carlo VIII sognava una sua crociata contro gli infedeli e la riconquista di Gerusalemme. Per attuare questo piano pensò di conquistare il Regno di Napoli, verso il quale vantava nebulosi diritti per via della nonna paterna, Maria d'Angiò (1404–1463), al fine di poter disporre di una base per le crociate in Terrasanta.
Per avere mani libere in Italia, Carlo VIII stipulò patti rovinosi con i vicini: a Enrico VII venne dato del denaro, a Ferdinando II di Aragona venne dato il Rossiglione ed a Massimiliano I vennero dati l'Artois e la Franca contea.
Gli stati italiani erano abituati ad assoldare bande di mercenari tramite contratti detti "condotte", stipulati tra le Signorie e i cosiddetti condottieri. Le tattiche di battaglia miravano quindi a minimizzare i rischi e a catturare facoltosi prigionieri; l'aspetto economico era quindi dominante. Questo modo di guerreggiare si dimostrò perdente contro le motivate truppe francesi e spagnole che si apprestavano a sommergere la penisola.

## La campagna

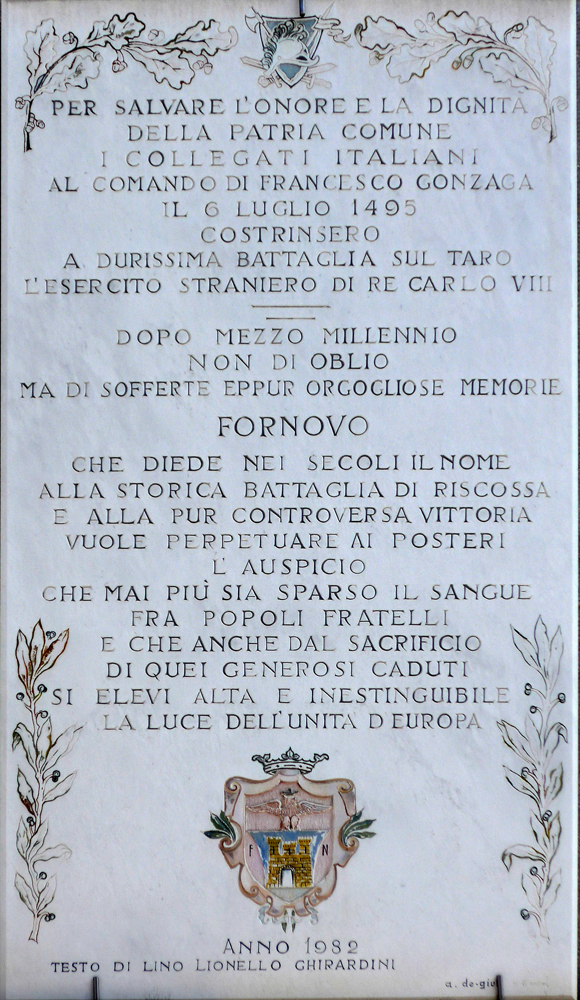
Fornovo di Taro, lapide a ricordo della battaglia del 1495

Carlo VIII era in buoni rapporti con le due potenze del Nord Italia, Milano e Venezia, ed entrambe lo avevano incoraggiato a far valere le proprie pretese sul Regno di Napoli. Così ritenne di avere il loro appoggio contro Alfonso II di Napoli e contro il pretendente rivale che era Ferdinando II di Aragona, Re di Spagna.
Alla fine di agosto del 1494 Carlo VIII condusse un potente esercito francese con un grosso contingente di mercenari svizzeri e la prima formazione di artiglieria mai vista in Italia. Ottenne il libero passaggio da Milano. A Firenze Piero il Fatuo consentì che Carlo occupasse le fortezze di Sarzana e Pietrasanta, Pisa e Livorno. Venne invece osteggiato da papa Alessandro VI, salito al soglio nel 1492. Lungo la via per Napoli, Carlo distrusse ogni piccolo esercito che il papa e il Regno di Napoli gli mandarono contro e distrusse ogni città che gli resisteva. Questa brutalità colpì gli italiani, abituati alle guerre relativamente poco sanguinose dei condottieri di allora. Il 22 febbraio 1495 Carlo VIII, col suo generale Louis de la Trémoille, entrò a Napoli praticamente senza opposizione.
La rapidità e la violenza della campagna militare del re francese lasciarono attoniti gli italiani. Specialmente i veneziani e il nuovo duca di Milano, Ludovico Sforza (il Moro), compresero che se Carlo non fosse stato fermato, avrebbero perduto la loro indipendenza.
Il 31 marzo venne proclamata a Venezia una lega santa antifrancese: i firmatari erano la Serenissima Repubblica di Venezia, il duca di Milano, il papa, il re spagnolo, il re inglese e Massimiliano I d'Asburgo. La lega ingaggiò un condottiero veterano, Francesco II Gonzaga, marchese di Mantova, per raccogliere un esercito ed espellere i francesi dalla penisola. Dal 1º maggio questo esercito incominciò a minacciare i presidi che Carlo aveva lasciato lungo il suo tragitto per assicurarsi i collegamenti con la Francia. Il 20 maggio Carlo lascia Napoli lasciando un presidio e proclamando che il suo unico desiderio era un sicuro ritorno in Francia.
Come se non bastasse, l'esercito di Carlo venne colpito da un misterioso morbo a Napoli. Mentre non è chiaro se la malattia provenisse dal nuovo mondo o fosse una versione più virulenta di una già esistente, la prima epidemia conosciuta di sifilide scoppiò nella città. Il ritorno dell'esercito francese verso nord diffuse la malattia in tutta Italia, e alla fine in tutta Europa. La malattia venne quindi conosciuta in quasi tutta Europa col nome di "mal francese".

## Preparazione

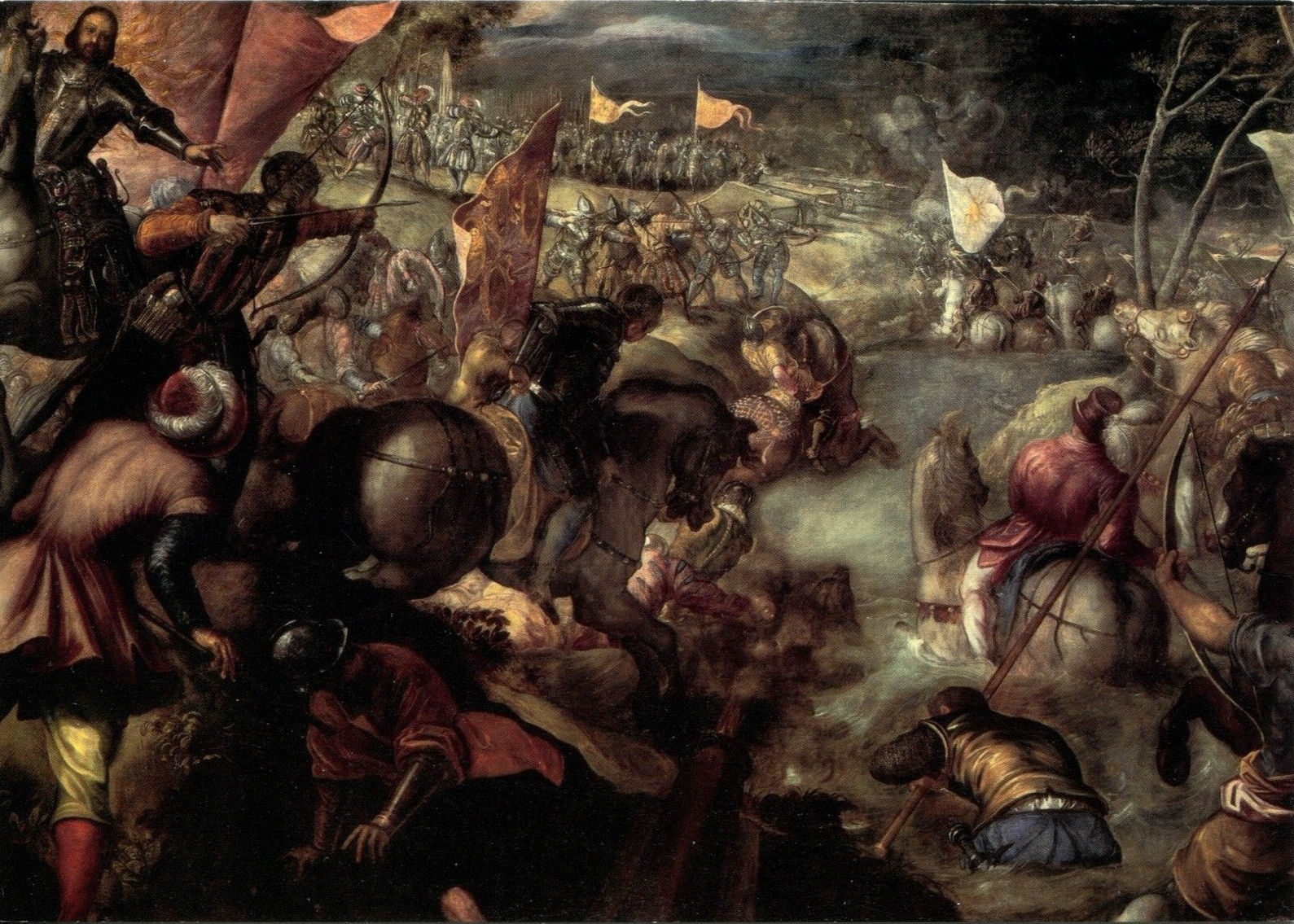
Tintoretto, Battaglia del Taro, 1579

Il 27 giugno i veneziani e i loro alleati stabilirono il campo vicino a Fornovo di Taro, circa 20 km a sud ovest di Parma, alla badia della Ghiaruola. 
Secondo il Guicciardini l'esercito dei cosiddetti "collegati" era composto per tre quarti da forze veneziane comandate da Francesco II Gonzaga, affiancato da Alessio Beccaguto, e dai due provveditori del senato veneto Luca Pisano e Melchiorre Trevisan. A capo delle forze milanesi c'erano Gianfrancesco Sanseverino e Francesco Bernardino Visconti. L'esercito era composto da 2 500 cavalieri, 8 000 fanti e 2 000 stradiotti, una forza mercenaria greco-albanese.
Carlo stava ritornando in Francia con un ricco bottino raccolto tra Firenze, Roma e Napoli. Dopo una sosta a Pontremoli che venne incendiata dai mercenari svizzeri i quali, contravvenendo ai patti, si erano dati al saccheggio della città (si dice che il re soggiornasse nel vicino abitato di Mignegno e che, per punizione, abbia fatto trainare a braccia l'artiglieria sul passo della Cisa dai mercenari fedifraghi), finalmente il 4 luglio i francesi raggiunsero il villaggio di Fornovo discendendo lungo la valle del fiume Taro, ma trovarono il passaggio bloccato dall'esercito della lega accampato a nord del villaggio.
Il 4 luglio Ercole d'Este, duca di Ferrara e alleato principale di Carlo in Italia, gli comunicò che il senato veneziano non aveva ancora autorizzato il Provveditore a entrare in battaglia. I francesi erano ansiosi vedendo il numero dei nemici crescere di giorno in giorno senza avere la possibilità di ricevere rinforzi. Carlo allora chiese libero passaggio.

Come riferisce il Guicciardini, la risposta dei collegati si fece attendere; venne mandata una richiesta su come procedere a Milano, dove risiedeva il duca Ludovico il Moro e un rappresentante per ogni componente della lega: Ludovico e il rappresentante veneto erano più propensi per lasciar passare il re francese mentre il rappresentante spagnolo invece era per l'attacco; per questo decise di scrivere a Venezia. Nel frattempo Melchiorre Trevisan, sapendo che la risposta non sarebbe arrivata in tempo, decise che appena l'esercito francese si fosse mosso, sarebbe stato attaccato.

Il 5 luglio i francesi occuparono Fornovo e vi si accamparono; durante la notte l'abbondante pioggia rese il terreno molto fangoso. Il mattino successivo attraversarono il fiume portandosi sulla riva sinistra (occidentale) e marciando presso le falde dei colli in modo da poter tenere sotto controllo la valle sottostante.

## Battaglia

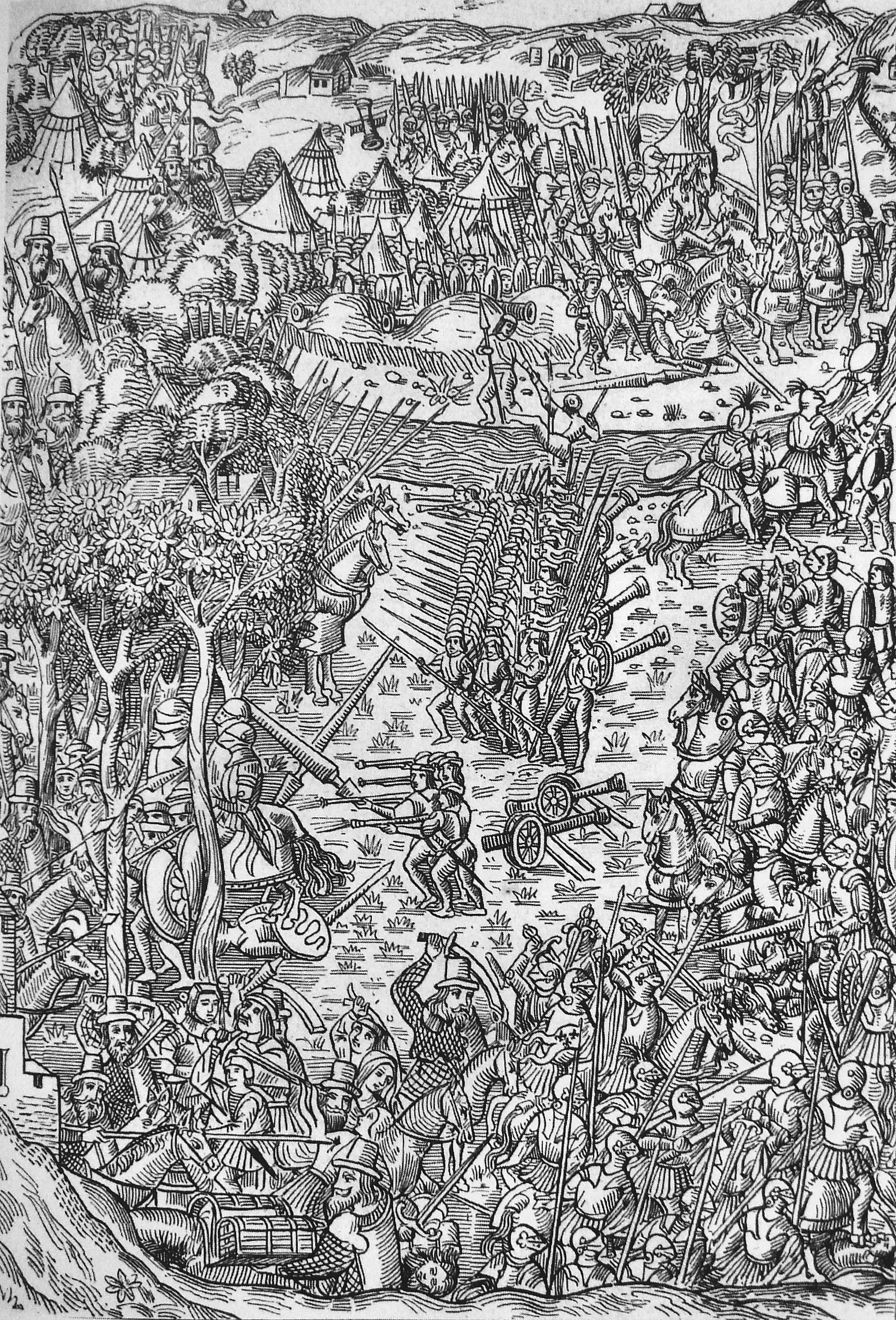
La battaglia di Fornovo in una stampa di inizio Cinquecento

### Schieramento

#### Francesi
Il re francese, dopo essersi consultato con i suoi consiglieri italiani, Gian Giacomo Trivulzio e Francesco Secco, all'alba del 6 luglio decise di combattere considerando che le provviste stavano iniziando a scarseggiare e inviò quaranta soldati per una ricognizione in campo nemico. Questi furono avvistati dagli esploratori italiani e la loro presenza venne riferita all'accampamento. Si inviarono pertanto seicento stradiotti che li assaltarono uccidendoli o mettendoli in fuga. Non soddisfatti, tagliarono loro le teste e le conficcarono sulle loro picche tornando trionfalmente al campo.
Dopo la sconfitta in questa prima scaramuccia Carlo VIII fece marciare l'esercito sino all'imboccatura della valle e decise di stabilire il campo sui colli presso il borgo di Medesano, sulla riva sinistra del fiume. La posizione francese era considerata buona per la difesa perché i veneziani non avevano pulito il campo, e la pioggia (si era scatenato un violento temporale) aveva reso impraticabile le rive del fiume per la cavalleria. 

Carlo schierò quindi davanti all'esercito i quarantadue pezzi d'artiglieria, puntati verso le sponde del Taro. Divise anche l'esercito in tre squadroni di cui l'avanguardia al comando di Gian Giacomo Trivulzio e Pierre de Rohan insieme a Francesco Secco e Niccolò Orsini (prigioniero) contava 300 cavalieri pesanti, 2 000 picchieri, alabardieri e archibugieri tedeschi e 200 fanti leggeri, il corpo centrale sotto il suo diretto comando composto da 600 cavalieri pesanti, 2 000 cavalleggeri e balestrieri a cavallo e 4 000 lancieri tedeschi, la retroguardia guidata da Gaston de Foix e Louis de la Trémoille e composta da 400 cavalieri pesanti, 700 fanti svizzeri e 400 balestrieri a cavallo; quanto restava era schierato in una falange non distante dalla linea dei cavalieri. Alla sinistra dell'esercito avanzavano le salmerie su una lunga fila. Il re fece quindi un discorso ai soldati esortandoli a non temere i soldati italiani, che considerava di scarso valore, né i loro capitani di scarsa esperienza, e di non fuggire o rompere i ranghi per accaparrarsi il bottino pena la morte; si fecero poi tutti il segno della croce e i tedeschi baciarono la terra.

#### Italiani
Gli italiani posero l'accampamento sui colli sopra Collecchio, sul lato destro del fiume e Francesco Gonzaga e Rodolfo Gonzaga lo fecero fortificare con alcuni fossati. Si tenne quindi un consiglio di guerra in cui Melchiorre Trevisan incitò i capitani a combattere valorosamente i tracotanti francesi e promise ai soldati che il bottino sottratto al Regno di Napoli trasportato dal nemico sarebbe stato loro in caso di vittoria. Francesco Gonzaga divise l'esercito italiano in tre corpi costituiti in tutto da squadre disposte su tre linee mentre l'artiglieria fu posta davanti a tutti e in vari gruppi a seconda del bisogno. 
Il primo corpo, che costituiva l'ala sinistra, era guidato da Bernardino Fortebraccio ed era schierato presso i guadi di Gualatico e Ozzano, il centrale da Francesco Gonzaga presso il guado di Oppiano e l'ala destra da Gianfrancesco Sanseverino si trovava presso il guado della Giarola. La prima linea era costituita da tre squadroni di cavalleria. La squadra sulla sinistra guidata da Bernardino Fortebraccio, Vincenzo Corsico, Roberto Strozzi, Alessandro Baraldo, Giacomo Savorgnano, Annibale Martinengo, Guido Brandolini contava 370 balestrieri a cavallo; il suo compito sarebbe stato quello di attaccare alle spalle la retroguardia francese. Quella al centro era guidata da Francesco Gonzaga, Rodolfo Gonzaga, Ranuccio Farnese e Luigi Avogadro e consisteva di 510 balestrieri a cavallo; aveva il compito di assaltare ai fianchi l'ultimo squadrone nemico mentre gli altri due erano impegnati in battaglia per poi assistere il resto dell'esercito italiano nella distruzione dei primi due. La squadra di cavalleria sulla destra era guidata da Gian Francesco Sanseverino, Annibale Bentivoglio, Ludovico Pico della Mirandola e Galeazzo Pallavicino, contava 630-800 tra cavalieri pesanti e cavalleggeri; avrebbe dovuto attaccare il secondo squadrone francese.

La seconda linea era costituita da due corpi di fanteria. Il primo di 4 000-5 000 veneziani picchieri guidato da Gorlino da Ravenna, posto dietro gli squadroni di cavalleria del Fortebraccio e del Gonzaga, con il compito di assistere il resto dell'esercito ovunque ve ne fosse bisogno. Il secondo di 2 000 fanti si dispose dietro lo squadrone del Sanseverino.

La terza linea era costituita da tre squadroni di cavalleria. Lo squadrone a sinistra consisteva di 255 cavalieri pesanti ed era guidato da Taddeo della Motella e Alessandro Colleoni e si schierava dietro e alla sinistra della fanteria di Gorlino da Ravenna. Lo squadrone centrale consisteva di 465 cavalleggeri e balestrieri a cavallo ed era guidato da Antonio da Montefeltro, Giovanni Francesco Gambara, Carlo Secco, Antonio Pio e Giovanni da Ripa; si schierava dietro e tra gli squadroni del Gonzaga e del Sanseverino. Lo squadrone di destra era costituito da 400 cavalieri pesanti, dai restanti cavalleggeri e da alcuni archibugieri e guidato da Sozimo Benzoni; si schierava dietro e sulla destra rispetto al secondo corpo di fanteria.

L'ultimo squadrone era costituito da 280 cavalieri pesanti guidati da Taliano da Carpi e Angelo da Sant’Angelo e da 1 000 fanti guidati da Niccolò Savorgnano; aveva il compito di proteggere l'accampamento.

Il piano di battaglia del Gonzaga era di distrarre i primi due gruppi francesi, attaccare in forze e ai fianchi il gruppo di coda, generare confusione tra i francesi e attaccare infine con le tre linee di riserva il rimanente dell'esercito francese.

### Svolgimento
La battaglia iniziò nel primo pomeriggio con uno scambio di colpi d'artiglieria che generò più paura e disordine che vittime. La cavalleria sull'ala destra guidata dal Sanseverino attaccò l'avanguardia francese senza subire molti danni dal tiro dei cannoni nemici forse anche a causa delle condizioni del terreno che rendevano l'artiglieria poco manovrabile. L'avanguardia francese rispose contrastandoli con i cavalieri pesanti del Trivulzio. Entrambe le parti si trovarono presto a combattere su sponde piene di fossi, sterpi e spine. I francesi riuscirono infine a prevalere facendo intervenire gli alabardieri svizzeri che contrastarono la cavalleria milanese, impossibilitata a combattere su un terreno così sfavorevole. 
La cavalleria del Gonzaga nel frattempo aveva assaltato, seguita dalla fanteria, il centro francese e qui era caduto Rodolfo Gonzaga. Quella del Fortebraccio aveva aggirato la retroguardia francese insieme agli stradiotti del Duodo attaccandola su un fianco, ma con un certo ritardo a causa dell'acqua insolitamente alta del fiume. Dopo un'ora di combattimento il Gonzaga venne respinto mentre la cavalleria leggera, dopo una breve schermaglia, si dedicò insieme agli stradiotti e a parte della fanteria veneziana a depredare le salmerie nemiche.
Bernardino Fortebraccio combatté valorosamente finché non si trovò da solo contro otto francesi che lo avevano circondato. Allora ricevette 25 ferite, di cui tre d'accetta alla testa, e fu lasciato come morto. Si salvò solo grazie all'intervento di un suo giovane aiutante che lo trascinò in un fosso, dove rimase svenuto fino al termine della battaglia.
Fu comunemente molto lodato il valore di Francesco Gonzaga che, pur avendo ventotto anni ed essendo alla sua prima battaglia, fu il primo ad attaccare e uccise di propria mano numerosi francesi. Fu più volte sul punto di catturare il re di Francia ma, poiché v'erano molti francesi a difenderlo, gli fu impedito. Riuscì comunque a catturare il rinomato Bastardo di Borbone.
Il conte di Pitigliano condusse gli ultimi attacchi con scarso effetto. I provveditori veneziani e Niccolò Orsini, che approfittò dell'occasione per liberarsi dai francesi, cercarono di convincere molti fuggitivi a tornare dicendo che la battaglia era quasi vinta.
Dopo più di un'ora di combattimento i francesi cercarono rifugio su una collina. I veneziani disposti a inseguirli erano troppo pochi ed entrambi i contendenti si accamparono. I francesi persero più di un migliaio di uomini, mentre i veneziani più di duemila uomini, ma i nobili di entrambe le parti erano isolati o morti.
Carlo perse tutto il suo bottino, valutato in più di 300 000 ducati. Venne dichiarata una tregua di un giorno per seppellire i morti. I morti e anche i feriti vennero spogliati dalla fanteria italiana e dagli abitanti locali. 
Nella lotta persero la vita Rodolfo Gonzaga, Ranuccio Farnese, Roberto Strozzi, Alessandro Beraldo, Ascanio da Martinengo, Pellegrino dei Fieschi, il conte Galeotto da Spoleto, Alessandro d'Este, Giovan Francesco da Gambara e molti altri. Bernardino Fortebracci ebbe scoperchiato il cervello, ma, nonostante le numerose ferite, grazie alle cure dei medici e della premurosa consorte, si rimise egregiamente.
La sera seguente, il doge Agostino Barbarigo e il Senato ricevettero un primo rapporto nel quale veniva detto loro che l'esercito veneziano non aveva perso, ma che il risultato della battaglia era incerto perché c'erano state molte perdite e molti disertori e non erano conosciute le perdite del nemico. L'intera città pensò al peggio, ma il giorno successivo un secondo rapporto descrisse l'estensione del saccheggio e la paura dei francesi che supplicavano ora la tregua ora la pace. Comunque fu concesso a Carlo di lasciare l'Italia indisturbato.

## Vittoria o sconfitta?

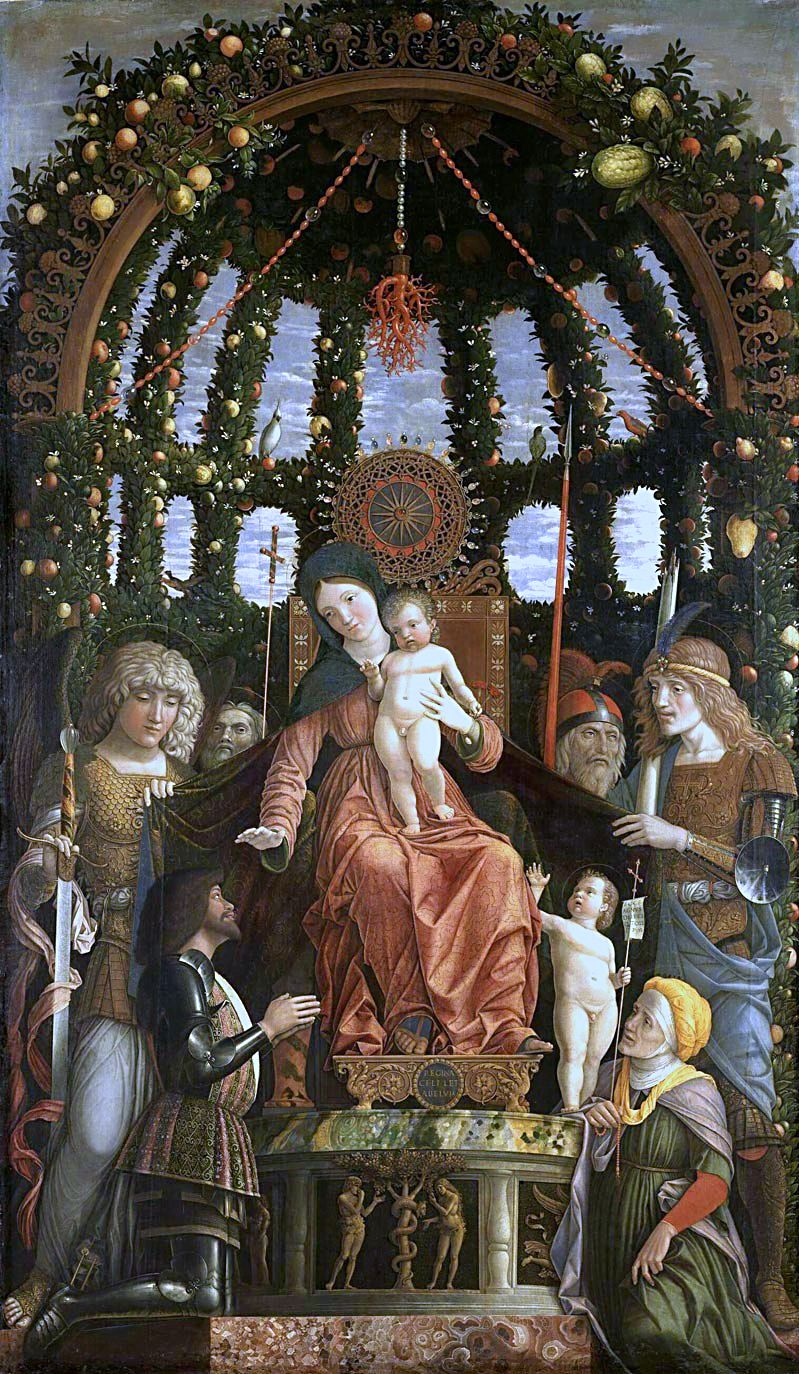
Andrea Mantegna
Madonna della Vittoria
Parigi, Louvre
ex voto di Francesco II Gonzaga per la chiesa di Santa Maria della Vittoria a Mantova per commemorare la vittoria di Fornovo

L'esercito della lega antifrancese non ottenne l'annientamento tattico del nemico nonostante fosse in superiorità numerica ed ebbe circa il doppio delle perdite rispetto all'esercito regio - ciò dovuto anche all'abitudine francese di uccidere i cavalieri disarcionati contrariamente al codice bellico italiano che prevedeva salva la vita, dietro riscatto, per il cavaliere caduto dal destriero. Tale argomento impedisce di parlare di una chiara vittoria tattica dei Collegati.
Tuttavia nemmeno Carlo VIII poté rivendicare un successo. Infatti l'esercito regio perse tra il dieci e l'undici per cento dei suoi effettivi (mille morti su nove/diecimila uomini) oltre che tutte le salmerie e il bottino. Nel bottino dei Collegati figuravano anche l'elmo del re, la sua raccolta personale di disegni erotici e due bandiere reali. 
Il sovrano francese, dopo aver chiesto una tregua di tre giorni ai Collegati, scappò dal campo di battaglia nella notte tra il sette e l'otto luglio, allontanandosi dall'esercito avversario, il quale era ancora perfettamente in grado di combattere e padrone del terreno; questo, nella concezione militare rinascimentale, era conferma di vittoria.
Le perdite di uomini e soprattutto di denaro necessario per pagare i mercenari, diedero un colpo definitivo all'efficienza bellica dell'esercito francese. 
La ritirata di Carlo VIII non fu verso la Francia, come comunemente raccontato, ma verso Asti. Qui arrivò, il 15 luglio, dopo aver percorso duecento chilometri in sette giorni, con la truppa alla fame a causa della perdita delle salmerie. 
Il re si chiuse in città e rimase sordo alle richieste di aiuto del Duca d'Orléans, asserragliato a Novara e assediato dalla lega antifrancese. Questo atteggiamento fu dovuto soprattutto al fatto che non disponeva più né delle forze né del denaro per affrontare una nuova battaglia campale e infatti il suo esercito non combatté più.
Infine il re di Francia si spostò a Torino dove negoziò con Ludovico il Moro il ritorno in patria, prima che i passi alpini divenissero impraticabili. Il 22 ottobre 1495 Carlo lasciò Torino e il 27 era a Grenoble.
Si è molto discusso su quale fosse l'obiettivo di Carlo VIII allo sbocco della Cisa, alcuni sostengono Parma, altri il Piemonte, da usare come base d'operazioni contro la Lombardia. È però innegabile che la battaglia di Fornovo, riducendo drasticamente l'efficienza bellica del suo esercito, rese al re impossibile qualsiasi ulteriore azione offensiva nel Nord Italia.

## Le conseguenze
Carlo lasciò l'Italia senza alcun guadagno. Morì due anni e mezzo dopo lasciando alla Francia un grosso debito e perdendo province che ritornarono francesi solo dopo secoli. La spedizione promosse però contatti culturali tra Francia e Italia dando energia alle arti e lettere francesi.
Conseguenza importante fu l'aver dimostrato come l'artiglieria potesse essere usata in modo vincente anche in campo aperto e non solo come arma statica.
Per l'Italia le conseguenze furono catastrofiche. Ora l'Europa intera sapeva, tramite i soldati francesi e tedeschi, che l'Italia era una terra incredibilmente ricca e facilmente conquistabile perché divisa e difesa soltanto da mercenari. L'Italia si trasformò in un campo di battaglia per decenni e perse la propria indipendenza.
(Luigi Barzini junior, Gli italiani, Milano, Mondadori)

## Le fonti
Alessandro Benedetti, nel suo Diaria de Bello Carolino dà uno dei migliori resoconti della battaglia. Benedetti era un medico al servizio dei veneziani e iniziò il suo diario nel maggio del 1495, e un mese più tardi fu un testimone oculare della battaglia. La battaglia è descritta nei capitoli dal 29 al 60 del libro 1.
Marin Sanudo descrive con dovizia di particolari la battaglia nella sua opera pubblicata sotto il nome di La spedizione di Carlo VIII in Italia per cura di Rinaldo Fulin. Anche Domenico Malipiero ne parla dei suoi Annali, in cui sono trascritte tra l'altro anche le lettere di vari testimoni oculari e dei condottieri che vi parteciparono, tra cui il racconto dello stesso Bernardino Fortebracci.
Francesco Guicciardini descrisse la battaglia di Fornovo nei capitoli 8 e 9, libro 2 della sua Storia d'Italia.